# Partido Marfinense dos Trabalhadores
O Partido Marfinense dos Trabalhadores (em francês: Parti Ivorien des Travailleurs), mais conhecido pelo acrónimo PIT, foi um partido político marfinense de ideologia social-democrata e socialista fundado em 8 de abril de 1990. Seu fundador, Francis Wodié, candidatou-se à presidência da Costa do Marfim nas eleições presidenciais de 1995, 2000 e 2010, não obtendo sucesso em nenhuma delas. Já no que diz respeito às eleições parlamentares, o melhor desempenho eleitoral do PIT foi na eleição de 2000–01, ocasião em que elegeu 4 dos 225 deputados da Assembleia Nacional.
Em 28 de abril de 2018, seus dirigentes aprovaram em Assembleia Geral a resolução que autorizava o partido, até então membro da coalizão intitulada Reagrupamento de Houphouëtistas por Democracia e Paz (RHDP), a fundir-se com o Reagrupamento dos Republicanos (RDR) e com outras legendas partidárias igualmente minoritárias para transformar a então coalizão partidária em um partido político unificado. O processo de fusão partidária para a formação do RHDP foi totalmente concluído em 16 de julho do mesmo ano.

## Resultados eleitorais

### Eleições presidenciais
| Eleição | Candidato     | Votos válidos | %     | Situação   |
| ------- | ------------- | ------------- | ----- | ---------- |
| 1995    | Francis Wodié | 75 699        | 3.96% | Não eleito |
| 2000    | Francis Wodié | 102 253       | 5.70% | Não eleito |
| 2010    | Francis Wodié | 13 406        | 0.29% | Não eleito |

### Eleições parlamentares
| Eleições | Assembleia Nacional | Assembleia Nacional | Assembleia Nacional | Assembleia Nacional |
| Eleições | Votos válidos       | %                   | Assentos            | +/-                 |
| -------- | ------------------- | ------------------- | ------------------- | ------------------- |
| 1990     | 157 264             | 8.51                | 3 / 175             | Novo                |
| 1995     | Não disputou        | Não disputou        | 0 / 175             | 3                   |
| 2000–01  | Sem dados           | 1.78                | 4 / 225             | 4                   |
| 2011     | 17 889              | 0.91                | 0 / 225             | 4                   |